# Anthony Howells

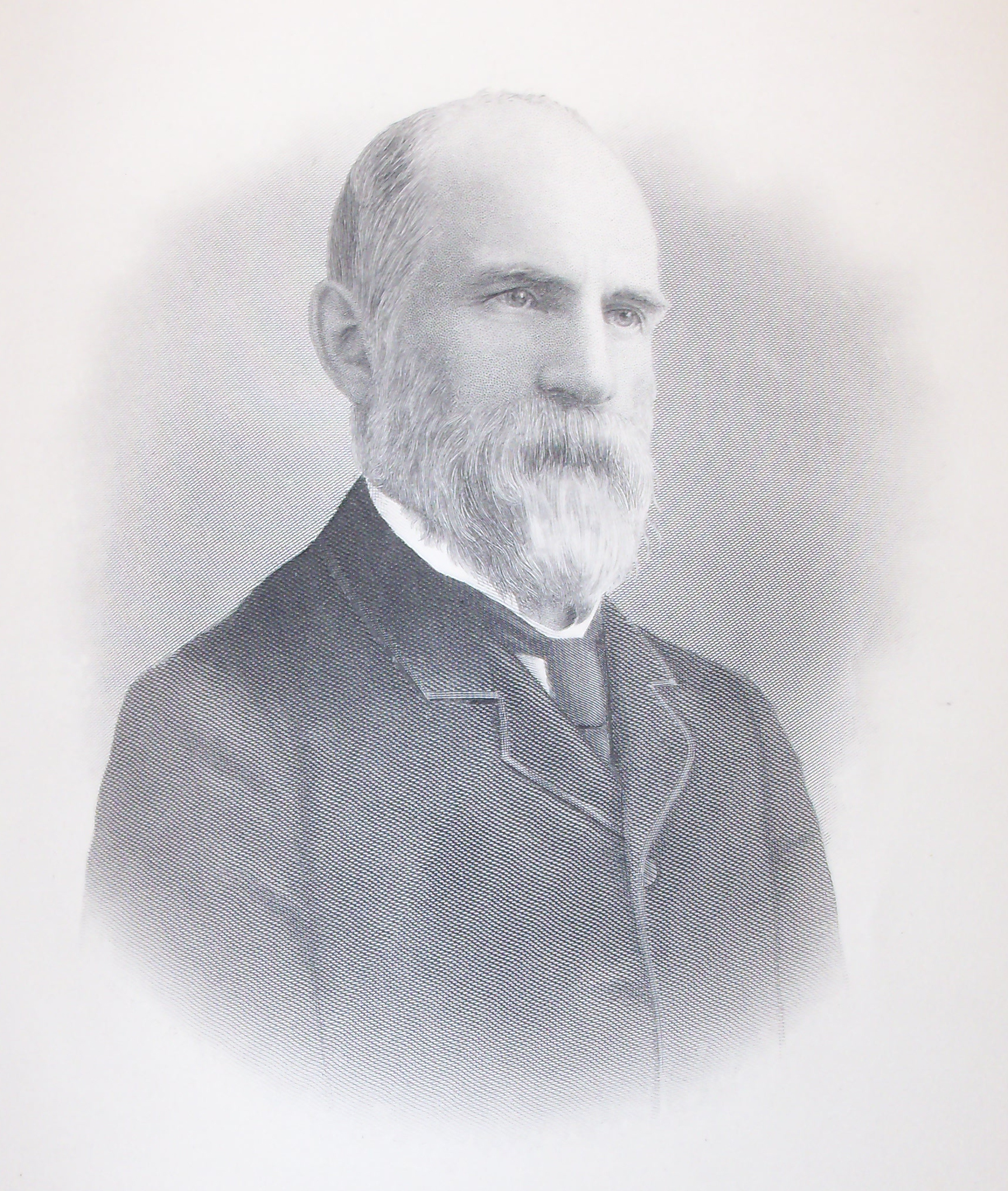
Anthony Howells

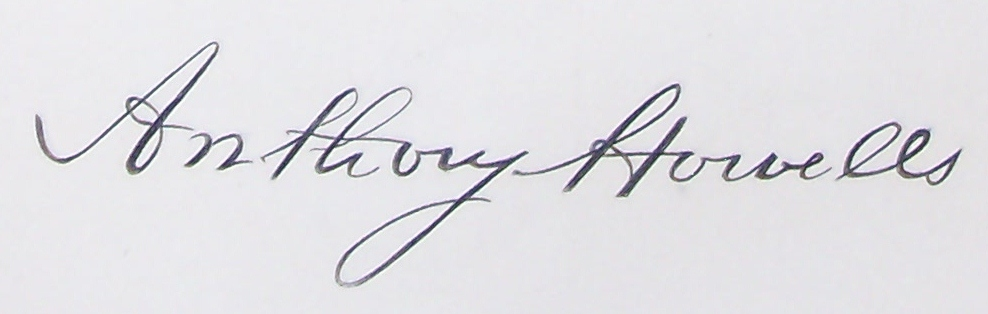
Unterschrift von Anthony Howells

Anthony Howells (* 6. April 1832 in Dowlais, Wales; † 17. November 1915 in Cleveland Heights, Ohio) war ein US-amerikanischer Geschäftsmann und Politiker (Demokratische Partei). Er saß in der Ohio General Assembly und war von 1878 bis 1880 Treasurer of State von Ohio.

## Werdegang
Anthony Howells wurde in der Regierungszeit von Wilhelm IV. im Glamorgan geboren, eine der traditionellen Grafschaften von Wales. Sein Vater war Superintendent of Mines in dem Gebiet. Anthony Howells besuchte die wenigen freien Schulen in seiner Town und im Alter von 12 Jahren ein Jahr lang eine Privatschule in Llandybie (Carmarthenshire). Danach arbeitete er in den Bergwerken. Im Alter von 14 Jahren beschloss er in die Vereinigten Staaten auszuwandern. Howells arbeitete bis zu seinem 18. Lebensjahr, 1850, in den Bergwerken. Danach segelte er nach Amerika. Nach seiner Ankunft zog er sofort nach Youngstown (Ohio).
In Youngstown begann Howells in einem Kohlebergwerk zu arbeiten, welches David Tod gehörte, dem späteren Gouverneur von Ohio. Im Frühjahr 1853 zog er nach Kalifornien, um dort sein Glück zu machen. Im folgenden Frühjahr, 1854, kehrte er nach Youngstown zurück und arbeitete bis Herbst 1855 wieder in den Bergwerken. Howells war es leid in den Bergwerken zu arbeiten und eröffnete daher ein Lebensmittelgeschäft (grocery and provision house), welches er mit Ausnahme von 1865 bis 1869 betrieb, als er dem Kohlebergbau in Du Quoin (Illinois) nachging. 1869 wurde ihm eine Beteiligung und eine Managementposition bei zwei Bergbauminen in Massillon (Ohio) angeboten. Die Howells Coal Company beschäftigte am Ende 600 Beschäftigte.
Howells kandidierte 1866 für den Posten als Treasurer im Mahoning County und 1868 für den 9. Bezirk im Senat von Ohio. Er erlitt beide Male eine Niederlage in den größtenteils republikanischen Bezirken. 1875 kandidierte er bei der Democratic State Convention erfolglos für die Nominierung für das Amt des Treasurers of State. Er wurde dann 1877 von seiner Partei für den Posten als Treasurer of State nominiert und in der folgenden Wahl für eine zweijährige Amtszeit gewählt. Bei seiner Wiederwahlkandidatur im Jahr 1879 erlitt er eine Niederlage.
1886 wurde Howells zum Postmeister von Massillon ernannt, trat aber nach zwei Jahren von diesem Posten zurück. Bei der Präsidentschaftswahl im Jahr 1888 wurde er als Wahlmann bei der Democratic State Convention nominiert, der Staat fiel aber dann bei der Wahl an die Republikaner. 1889 wurde er für den 21. Bezirk in den Senat von Ohio gewählt. Der Bezirk bestand aus dem Stark County und dem Carroll County. Er saß dann von 1890 bis 1891 im Senat. Bei seiner Wiederwahlkandidatur 1891 erlitt er eine Niederlage gegenüber einem Republikaner.
Präsident Grover Cleveland ernannte ihn 1893 zum US-Konsul in Cardiff (Wales), wo er die Vereinigten Staaten die nächsten vier Jahre lang vertrat. 1901 wurde er für den Posten als Vizegouverneur von Ohio nominiert, erlitt dann aber bei der folgenden Wahl eine Niederlage. Danach zog er sich aus der Politik zurück.
Howells verkaufte 1901 sein Bergbauunternehmen und begann 1902 mit dem Bau des Hotel Courtland in Canton (Ohio), welches 1905 fertiggestellt wurde. Er lebte dort drei Jahre lang, bevor er nach Cleveland (Ohio) umzog. Am 17. November 1915 verstarb er in Cleveland Heights (Ohio) und wurde dann auf dem Stadtfriedhof in Massaillon beigesetzt.
Howells trat 1887 den Independent Order of Odd Fellows (I.O.O.F.) bei und 1888 den Knights of Pythias. Er gehörte auch den Welsh Irorites an. 1854 heiratete er Elizabeth James († 1890). Das Paar hatte drei Söhne und eine Tochter.